# كوستي بندلي
كوستي بندلي ولد سنة 1926 في ميناء طرابلس (لبنان)، وتوفي في 12 ديسمبر 2013.
- كان يعمل في التعليم منذ سنة 1942، وفي التعليم الثانوي الرسمي منذ 1951.
- تخرج من مدرسة الآداب العليا في بيروت ثم تابع تحصيله الجامعي في ليون (فرنسا). حصل على الإجازة في علم النفس وعلى الدبلوم في علم النفس التطبيقي. نال دكتوراه دولة في الفلسفة من جامعة ليون الثالثة.
- كان أستاذًا لعلم النفس في الجامعة اللبنانية في بيروت (1962-1964) وفي مدرسة الآداب العليا في بيروت (1962-1969).
- مارس الإرشاد النفسي التربوي عبر لقاءات عديدة مع الشباب، أفراداً، وجماعات، خاصة في إطار التعليم الرسمي وحركة الشبيبة الأرثوذكسية.
- مارس التوعية النفسية التربوية للأهل عبر ندوات دعته إليها عدة مدارس خاصة في طرابلس، واستشارات شخصية تطلب منه.
- له عدة مؤلفات صدرت عن «منشورات النور» و«تعاونية النور» في مواضيع دينية وفلسفية ونفسية وتربوية. متزوج وله ثلاثة أولاد.